# Дорси, Джек
Дже́к Па́трик До́рси (род. 19 ноября 1976[…], Сент-Луис, Миссури) — американский архитектор программного обеспечения и предприниматель, известен как сооснователь и бывший CEO (до ноября 2021 года) «Твиттера», а также основатель и CEO Block. В 2008 году MIT Technology Review назвал его выдающимся новатором в возрасте до 35 лет. Также является сооснователем компании Bluesky, PBLLC, в которой на 2023 год входит в состав совета директоров.
В рейтинге журнала Forbes в 2020 году его состояние оценивается в $14,4 млрд.

## Ранние годы

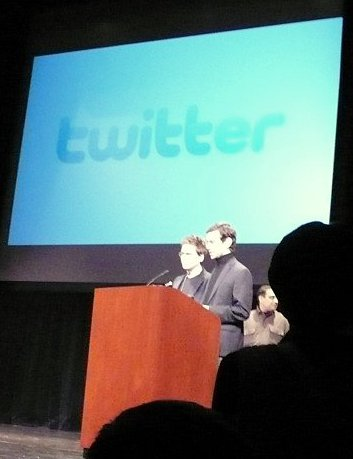
Биз Стоун и Дорси принимают награду от Crunchie за лучший мобильный стартап

Дорси вырос в Сент-Луисе, Миссури и с 14 лет стал интересоваться маршрутизацией и диспетчерской службой. Некоторые созданные им виды открытого программного обеспечения, касающиеся логистики, на 2008 год всё ещё использовались компаниями такси. Ходил в среднюю школу имени епископа Дюбура, а также посещал Миссурийский университет науки и технологий, прежде чем впоследствии перейти в Нью-Йоркский университет, где его впервые посетила идея создания «Твиттера». Работая в диспетчерской службе в качестве программиста, он позже переехал в Калифорнию.
В Окленде в 2000 году Дорси основал компанию по отправке курьеров, такси, аварийных служб из Интернета. В июле 2000 года, опираясь на диспетчерский опыт и вдохновлённый «Живым журналом» и, возможно, AOL Instant Messenger, он пришёл к идее веб-службы коротких сообщений в реальном времени.
Когда он впервые увидел реализацию обмена мгновенными сообщениями, Дорси задался вопросом, может ли статус пользователя легко распространяться среди друзей. Он пошёл в компанию Odeo, которая в то время занималась проблемой обмена текстовыми сообщениями. Дорси и Биз Стоун решили, что текст SMS-сообщения подходит как идея статуса, и построили прототип «Твиттера» примерно за две недели. Идея привлекла многих пользователей Odeo и инвестиции от создателя Blogger Эвана Уильямса, который покинул Google после продажи ему Pyra Labs и Blogger.

## Карьера

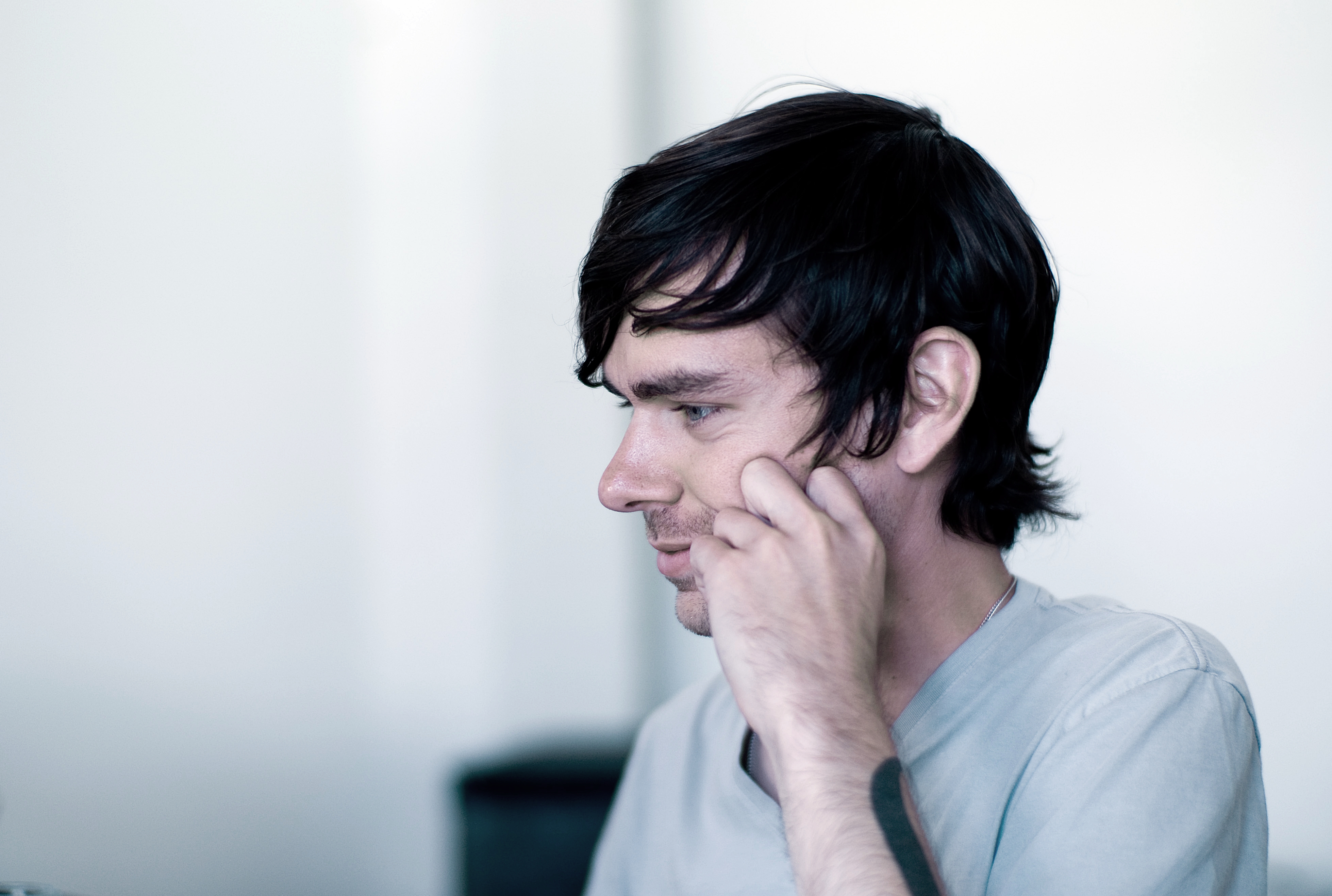
Дорси в 2008

### Твиттер
Дорси, Стоун и Уильямс стали соучредителями компании Obvious, из которой затем выделилась Twitter, Inc 16 октября 2008 года Уильямс взял на себя роль генерального директора, а Дорси стал председателем совета.
По мере роста популярности сервиса, Дорси пришлось выбрать улучшение работоспособности в качестве основного приоритета. Дорси назвал коммерческое использование Твиттера и его API двумя вещами, которые могут принести доход компании. Его три руководящих принципа, которые являются общими для всей компании: простота, лаконичность и мастерство.
В 2015, 2016 и 2017 годах Дорси добровольно отказывался от заработной платы, мотивировав это «верой в долгосрочный потенциал и ценности компании». Его зарплата за 2018 год составила $1,4. Это первая заработная плата, которою Джек Дорси получил после возвращения на пост генерального директора компании в 2015 году. Зарплата Дорси (140 центов) равна установленному пределу количества знаков в сообщениях в «Твиттере» на момент создания социальной сети (2006 год).
В 2021 году Джек Дорси продал на аукционе Valuables свой первый твит за 2,9 миллиона долларов.

29 ноября 2021 года Дорси объявил о своем уходе из Twitter, Inc. Он продолжит работу членом совета директоров до истечения полномочий, после чего полностью покинет компанию.

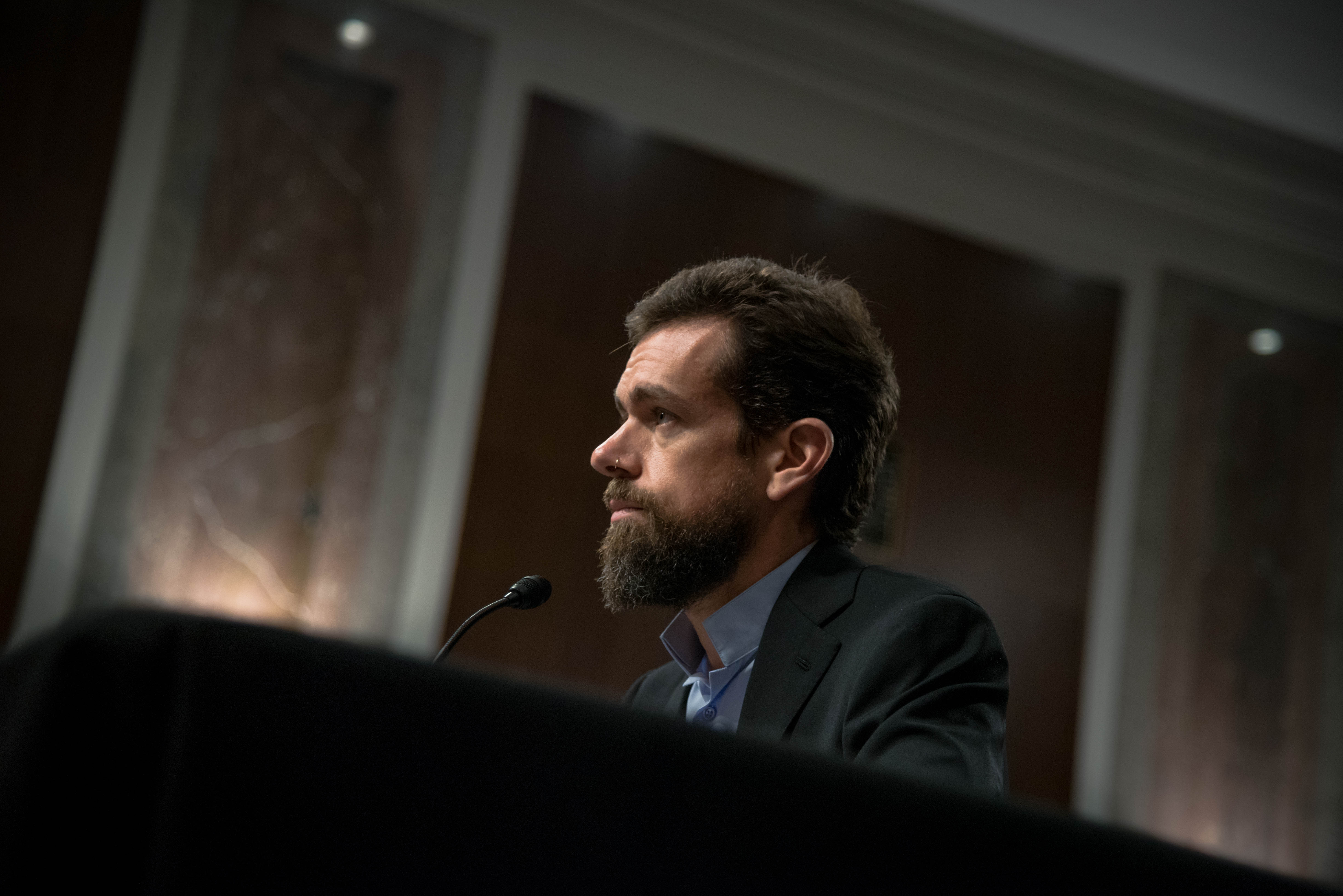
Дорси в 2018

 В мае 2022 года Джек Дорси покинул совет директоров социальной сети.

### Block
Почти сразу после назначения председателем совета в Twitter, Inc. Джек Дорси начал разрабатывать новую платформу для принятия кредитных карт на мобильных устройствах. Им являлось небольшое квадратное устройство, подходящее к iPod, iPhone, iPod touch и устройствам на Android, подключаемое через разъем для наушников. Оно позволяет человеку проводить различные операции с банковской картой, такие как оплата счетов, перечисление средств и прочие. По состоянию на апрель 2021 года в Square, Inc работает больше 5000 человек, рыночная капитализация компании составляет большее $113 млрд. В 2021 году Square, Inc. провела ребрендинг и получила название Block.

## Личная жизнь
В 2012 году Дорси переехал в район Си Клифф в Сан-Франциско. Каждое утро он проходит пешком 8 км до работы и называет это «очень очищающим временем». В конце 2017 года Дорси прошел десятидневный курс медитации, известной как «випассана». В ноябре 2018 года Дорси отправился на день рождения в Мьянму для проведения випассаны.
Является поклонником музыки Кендрика Ламара и французской радиостанции FIP.

### Политика

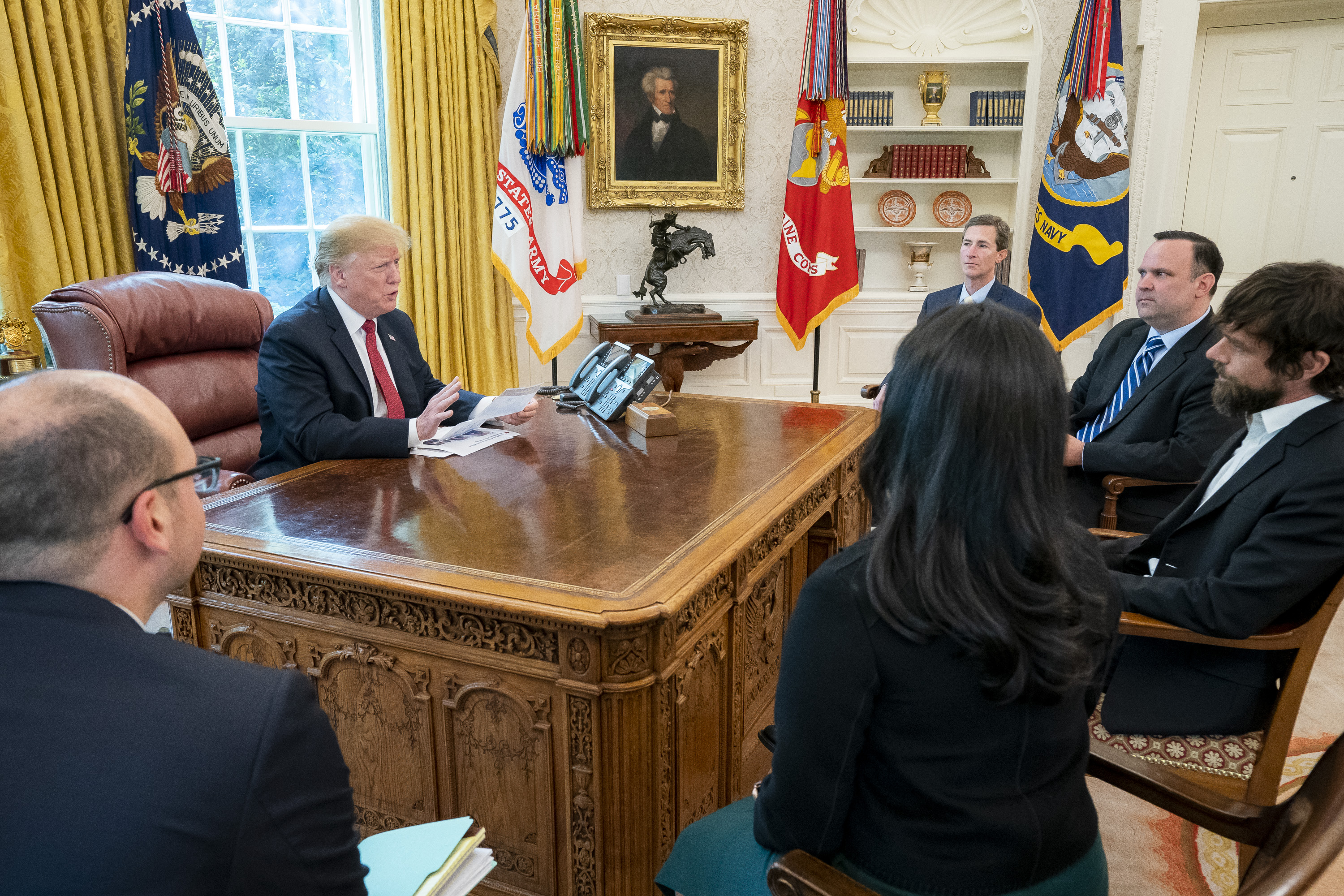
Президент США Дональд Трамп с Дорси в Овальном кабинете Белого дома 23 апреля 2019 года

До 2021 года Дорси применял исключения для «мировых лидеров», которые позволяли президенту США Дональду Трампу размещать в «Твиттере» контент, который обычно удалялся или влек за собой санкции в соответствии с правилами платформы. В мае 2020 года некоторые твиты Трампа получили предупреждающие пометки, а со дня выборов в ноябре 2020 года к его твитам стали применяться дополнительные пометки. 6 января 2021 года, после того как сторонники Трампа ворвались в Капитолий США, «Твиттер» применил 12-часовой тайм-аут к аккаунту Трампа за нарушение политики гражданской честности. 8 января аккаунт Трампа был приостановлен навсегда. 14 января Дорси выступил в защиту запрета Трампа, но также сказал, что это «создает прецедент, который я считаю опасным».

## Благотворительность
В 2020 году Дорси пожертвовал 1 млрд долл. от своей доли в компании Block фонду Start Small на всемирную борьбу с COVID-19. При этом он отметил, что указанная сумма составляет приблизительно 28 % его состояния.